# Choroba Peyroniego

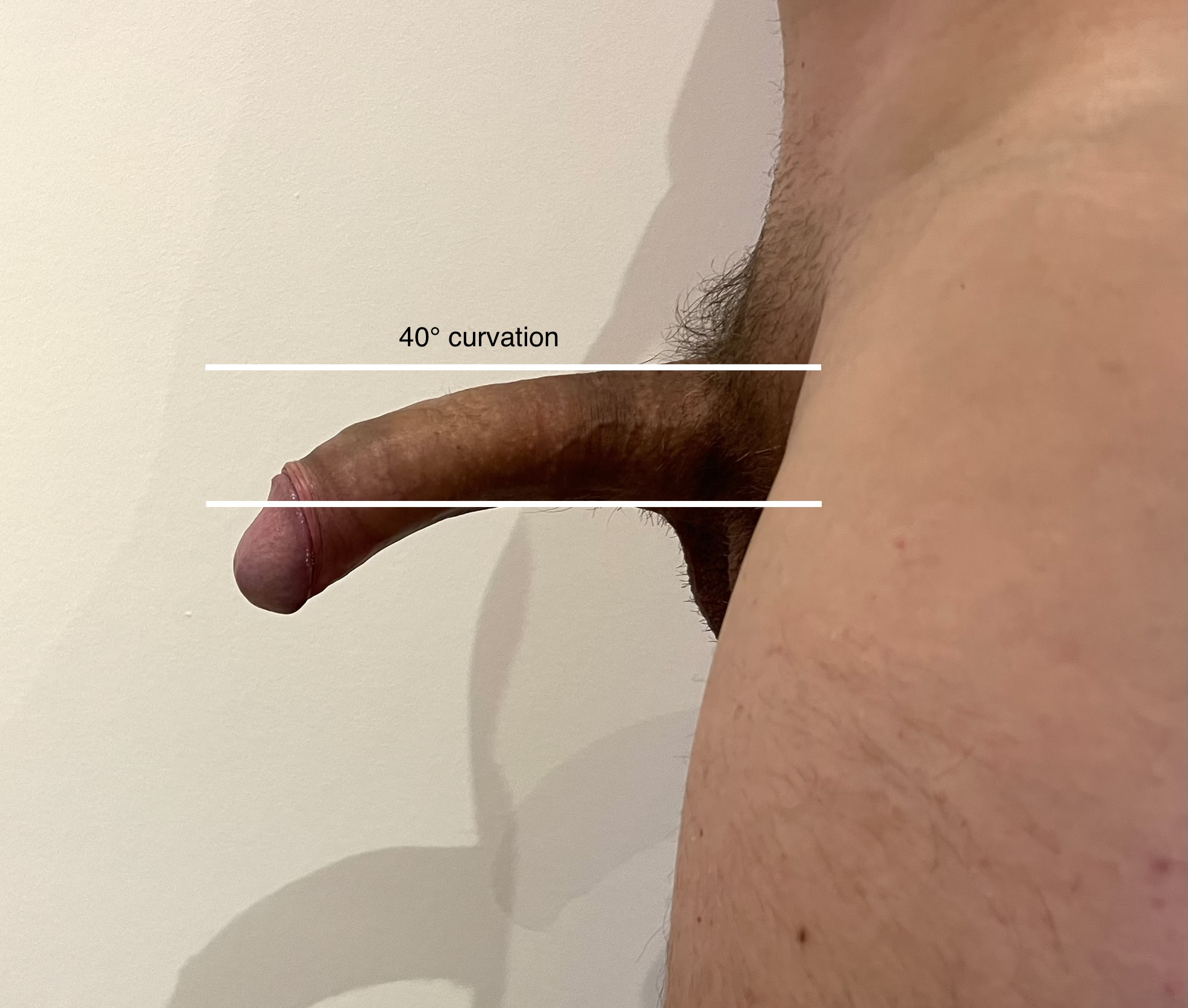
Pacjent z chorobą Peyroniego

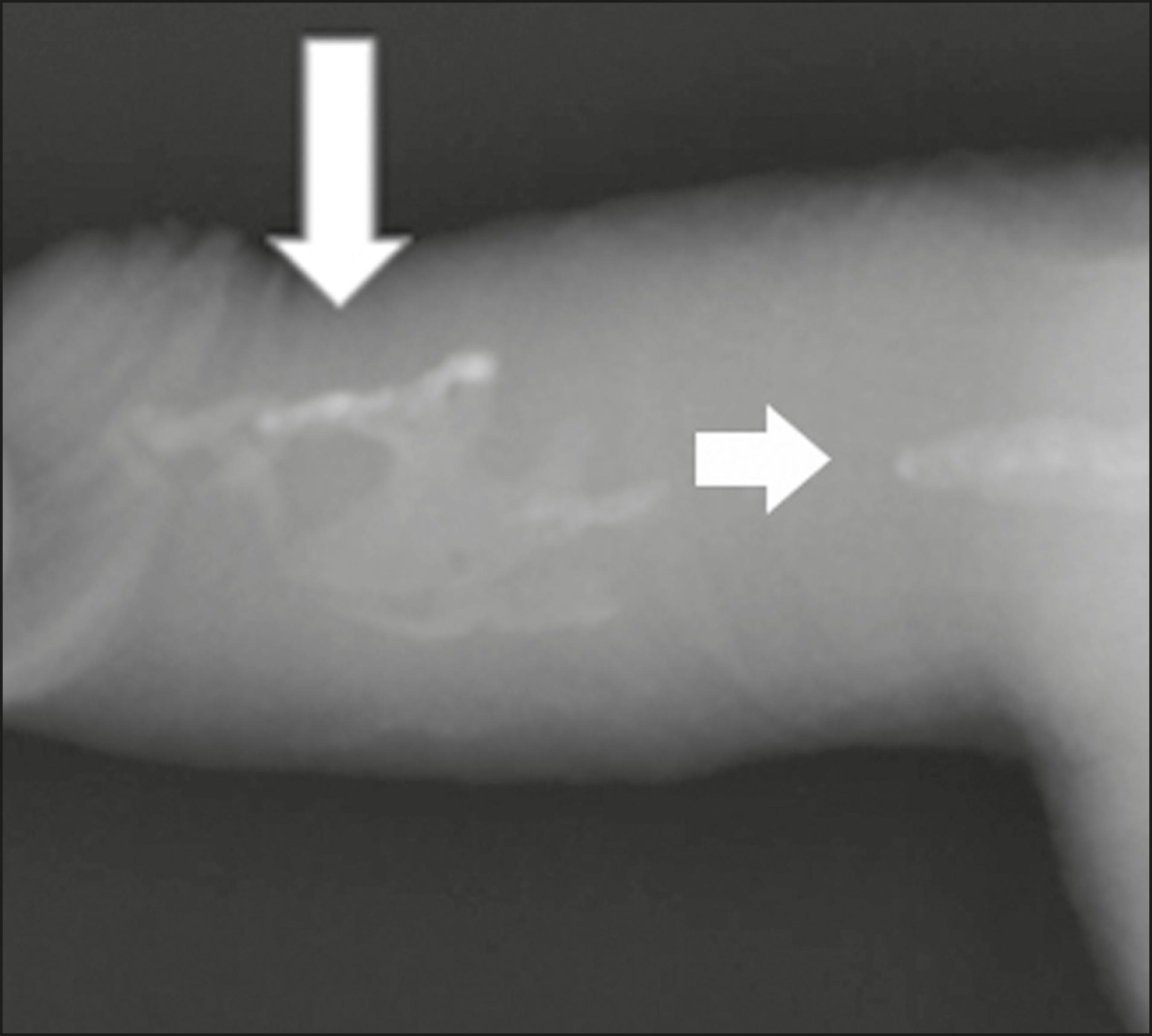
Zdjęcie rentgenowskie prącia w chorobie Peyroniego

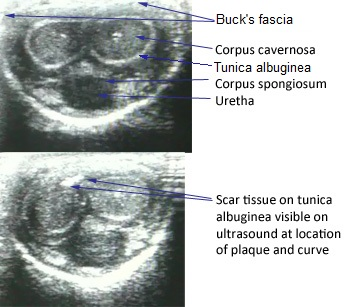
USG prącia zdrowego (górne) oraz w chorobie Peyroniego (dolne)

Choroba Peyroniego (stwardnienie ciał jamistych prącia, stwardnienie plastyczne prącia, łac. induratio penis plastica, morbus Peyronie, ang. Peyronie disease) – włókniste stwardnienie członka. Objawia się u dorosłych mężczyzn skrzywieniem członka, a w niektórych przypadkach powoduje bolesność wzwodów. Poważne, kilkudziesięcioprocentowe skrzywienie może utrudniać współżycie, choć odpowiedni dobór pozycji seksualnej może to niwelować. 
Zwłóknienie osłonki ciał jamistych powoduje skrzywienie prącia. Na grzbiecie członka wyczuwalne są płytki. Etiologia choroby nie jest w pełni wyjaśniona. Najczęściej za przyczyny uważa się mikrourazy prącia, zwłaszcza w czasie stosunków płciowych, infekcje, zapalenia cewki moczowej, choroby weneryczne, zmiany miażdżycowe. Może też istnieć związek między występowaniem choroby Peyroniego a innymi przewlekłymi schorzeniami, m.in. cukrzycą, reumatoidalnym zapaleniem stawów, dną moczanową, zapaleniem żył, kolagenozą. Leczenie farmakologiczne polega m.in. na podawaniu witaminy E, para-aminobenzoesanu potasu, kolchicyny lub miejscowo zastrzyków sterydowych, u ok. 10% pacjentów wymagana jest interwencja chirurgiczna.

## Historia
Chorobę jako pierwszy opisał w 1743 roku francuski chirurg, François de la Peyronie (1678-1747). 